# Richmond Bossman
Richmond Bossman (Accra, 31 oktober 1985) is een Ghanees-Nederlands voetballer die als aanvaller voor Telstar en FC Oss speelde.

## Carrière
Richmond Bossman speelde in de jeugd van Sporting Noord en FC Volendam, waar hij in de winterstop van 2004/05 vertrok om bij Stormvogels Telstar te spelen. Hier speelde hij enkele jaren in de Eerste divisie, maar werd in 2009 door trainer Edward Metgod weggestuurd, omdat hij te vaak te laat kwam. Halverwege het seizoen 2009/10 sloot hij aan bij FC Oss, waar hij nog enkele wedstrijden speelde. Hierna speelde hij nog een paar jaar voor JOS Watergraafsmeer, waarna hij zijn carrière beëindigde om jeugdtrainer te worden in China. In 2016 keerde hij terug bij JOS.

### Statistieken
| Seizoen                    | Club                | Land           | Competitie     | Competitie | Competitie | Beker | Beker | Overig | Overig | Totaal | Totaal |
| Seizoen                    | Club                | Land           | Competitie     | Wed.       | Dlp.       | Wed.  | Dlp.  | Wed.   | Dlp.   | Wed.   | Dlp.   |
| -------------------------- | ------------------- | -------------- | -------------- | ---------- | ---------- | ----- | ----- | ------ | ------ | ------ | ------ |
| 2004/05                    | Stormvogels Telstar | Nederland      | Eerste divisie | 4          | 0          | 0     | 0     | 5      | 0      | 9      | 0      |
| 2005/06                    | Stormvogels Telstar | Nederland      | Eerste divisie | 34         | 3          | 1     | 0     | –      | –      | 35     | 3      |
| 2006/07                    | Stormvogels Telstar | Nederland      | Eerste divisie | 35         | 13         | 2     | 0     | –      | –      | 37     | 13     |
| 2007/08                    | Stormvogels Telstar | Nederland      | Eerste divisie | 32         | 3          | 1     | 0     | –      | –      | 33     | 3      |
| 2008/09                    | Telstar             | Nederland      | Eerste divisie | 15         | 2          | 1     | 0     | –      | –      | 16     | 2      |
| 2009/10                    | FC Oss              | Nederland      | Eerste divisie | 11         | 0          | 0     | 0     | –      | –      | 11     | 0      |
| Carrièretotaal             | Carrièretotaal      | Carrièretotaal | Carrièretotaal | 131        | 21         | 5     | 0     | 5      | 0      | 141    | 21     |
| Bijgewerkt op 4 april 2018 |                     |                |                |            |            |       |       |        |        |        |        |